# Киштвар (округ)
Киштвар (англ. Kishtwar) —  округ в индийской союзной территории Джамму и Кашмир, в регионе Джамму. Административный центр — город Киштвар.

## Административное деление
Состоит из 8 блоков: Киштвар, Индервал, Паддар, Марвах, Варван, Дачан, Нагсани и Друбшалл. В каждом блоке определённое число панчаятов.

### Техсилы
Киштвар:
- Техсил Киштвар
- Техсил Нагсани
- Техсил Друбшалл
- Техсил Индервал
- Техсил Чатру

Марвах:
- Техсил Варван
- Техсил Марвах
- Техсил Дачан

Паддер:
- Техсил Паддер

## Политика
В округе 2 окружных собрания: Индервал и Киштвар.